# Ванагай (Аникщяйский район)
Ванагай — село в Литве, входит в состав Куркляйского староства Аникщяйского района. По данным переписи населения 2011 года население Ванагая составляло 25 человек.

## География
Село расположено в южной части района, недалеко от границы с Укмергским. Расстояние до города Аникщяй составляет 28 км. Ближайший населённый пункт — Антаплаштакис.

## Население
| 1902                           | 1923 | 1959 | 1970 | 1979 | 1989 | 2001 | 2011 |
| ------------------------------ | ---- | ---- | ---- | ---- | ---- | ---- | ---- |
| 107                            | 127  | 75   | 66   | 53   | 34   | 22   | 25   |
| Гистограмма динамики населения |      |      |      |      |      |      |      |